# Тіт Квінкцій Капітолін Барбат (консул 421 року до н. е.)
Тіт Кві́нкцій Капітолі́н Барба́т (лат. Titus Quinctius T.f. Capitolinus Barbatus; ? — після 421 до н. е.) — політичний та військовий діяч Римської республіки, консул 421 року до н. е.

## Життєпис
Походив з патриціанського роду Квінкціїв. Син Тіта Квінкція Капітоліна Барбата, консула 471, 468, 465, 446, 443, 439 років до н. е. Про молоді роки мало відомостей. У 421 році до н. е. його було обрано консулом разом з Нумерієм Фабієм Вібуланом. Під час своєї каденції воював з еквами, яких розбив. За це Квінкцій отримав від сенату овацію. Цього ж року вступив у конфлікт з народними трибунами стосовно кількості квесторів та строків виконання їх обов'язків. Внаслідок цього не відбулося обрання нових консулів. Для вирішення проблем сенат призначив інтеррекса Луція Папірія Мугіллана. Після 421 року до н. е. про Тіта Квінкція відомостей не збереглося.

## Родина
- Син Тит Квінкцій Капітолін Барбат, військовий трибун з консульською владою 405 року до н. е.